# Fällinge
Fällinge är en liten by i Hedesunda socken, Gävle kommun. Området som Fällinge finns i heter Bodarna, Hedesunda. Närmaste grannbyar är: Lövåsen och Lågbo. Byn är känd sedan omkring 1630.